# Oleșkiv, Sneatîn
Oleșkiv (în ucraineană Олешків) este localitatea de reședință a comunei Oleșkiv din raionul Sneatîn, regiunea Ivano-Frankivsk, Ucraina.

## Demografie
Componența lingvistică a localității Oleșkiv
     Ucraineană (99,83%)
     Alte limbi (0,17%)
Conform recensământului din 2001, majoritatea populației localității Oleșkiv era vorbitoare de ucraineană (99,83%), existând în minoritate și vorbitori de alte limbi.